# Association argentine de bridge
L'Association argentine de bridge, en espagnol Asociación del Bridge Argentino - ABA, est l'organisme national chargé de gérer et de promouvoir la pratique du bridge en Argentine. Son siège social se situe à Buenos Aires. Si les premiers tournois locaux apparaissent au cours des années 1920, l'Asociación del Bridge Argentino est fondée en 1947.